# Капела Преображења у Томашевцу
Православна капела Преображења у Томашевцу је капела саграђена на месту где се налази извор лековите воде и посвећена је празнику Преображења Господњег. Капела се налази у власништву Епархије банатске Српске православне цркве.

## Предање
По предању у времену најезде Турака на крајеве средњег Баната једна група избеглица била је гоњена од стране османлијских војника. У тој групи налазила се и једна слепа девојчица која је због своје слабости заостала за групом и пала у блатњаву земљу. Пар метара даље од места пада наишла је на извор воде којим је желела да умије блатњаво лице. У том тренутку лековита вода којом је умивала лице повратила јој је очни вид.

## Историјат
На месту данашње капеле налазила се стара црквица сазидана пар метара даље испод брега, међутим због честог изливања Тамиша на иницијативу брижних мештана црквица је срушена и подигнута на самом брегу како би се сачувала од надолазеће воде. Тренутна капела сазидана је 1966. године залагањем члана Црквеног Одбора Бошка Живојновог уз учествовање великог броја мештана. Од давнина становници околних места окупљали су се на овом месту како би узимали и користили лековиту воду. Године 1988. капелу Преображења обишао је тадашњи епископ банатски, каснији митрополит црногорско-приморски Амфилохије Радовић са групом хиландарских монаха на челу са њиховим духовником архимандритом Никанором Савићем.

## Галерија
- Спомен плоча на којој пише: "Изидао за спомен своје жене и своје деце. Живојнов Бошко"
- Крст који се налази испред капеле.
- Бунар са извором лековите воде.